# Amblyrhynchus cristatus sielmanni
Amblyrhynchus cristatus sielmanni is een ondersoort van de zeeleguaan (Amblyrhynchus cristatus). De ondersoort werd voor het eerst wetenschappelijk beschreven door Irenäus Eibl-Eibesfeldt in 1962.
De zeeleguaan komt voor op de Galapagoseilanden, bij de kust van Ecuador. Het exacte verspreidingsgebied verschilt per ondersoort. Amblyrhynchus cristatus sielmanni komt endemisch voor op het eiland Pinta. Het is een middelgrote ondersoort in vergelijking met de andere ondersoorten.